# Compsoctena rustica
Compsoctena rustica är en fjärilsart som beskrevs av Embrik Strand 1914. Compsoctena rustica ingår i släktet Compsoctena och familjen Eriocottidae. Inga underarter finns listade i Catalogue of Life.